# AG-59
La autovía AG-59 o Autovía Santiago de Compostela-La Estrada es una autovía autonómica de la Junta de Galicia que transcurre entre Barcia y La Estrada con el ramal del acceso a Cacheiras de la autovía AG-58. Consta de unos 20 kilómetros de forma provisional hasta conocerse el proyecto definitivo de la prolongación a La Estrada y la velocidad limita a 120 km/h.

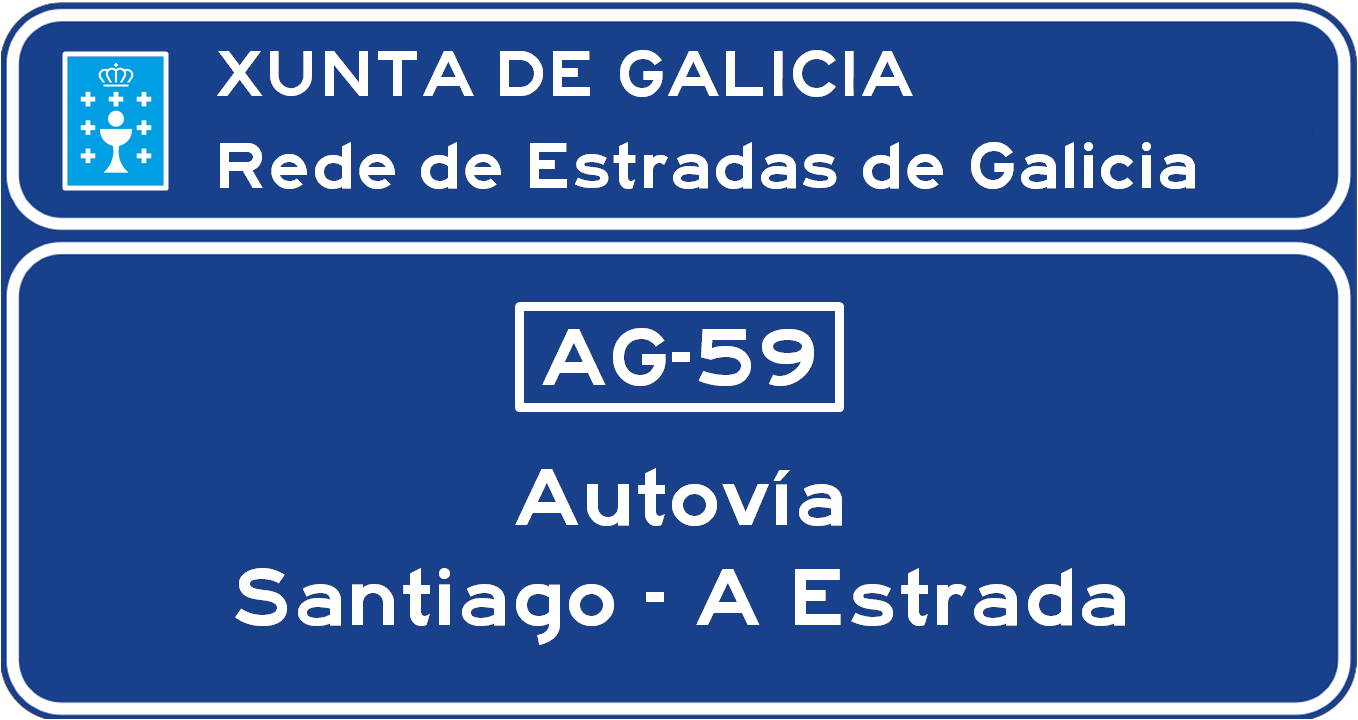
Señal de confirmación de la autovía Santiago - A Estrada AG-59.

## Historia
Las primeras obras iniciaron en mayo de 2005, con la colocación de la primera piedra del primer tramo Santiago de Compostela-Ramallosa y fue puesto en servicio el 21 de noviembre de 2008, presidido la inauguración por el presidente de la Junta de Galicia, Emilio Pérez Touriño, incluyendo el acceso a Cacheiras de la autovía AG-58.
En octubre de 2023, ha iniciado las obras del tramo Ramallosa-Pontevea de unos 3,5 kilómetros y esta previsto la apertura para el verano de 2025. Se había sometido a información pública del proyecto del tramo Pontevea-O Rollo de unos 4 kilómetros de longitud y el tramo O Rollo-Matalobos de unos 4 kilómetros de longitud (previsto) había anunciado el proyecto, pero tras varios años sin avances, había caducado y tiene que someter nueva actualización de proyecto o posible reactivación en un futuro. Le queda 2 últimos kilómetros (previsto) a La Estrada para enlazar con la carretera nacional N-640 y no ha habido ningún avance del estudio informativo o proyecto. En noviembre de 2024, se había aprobado el proyecto de trazado y de forma definitivamente el tramo Pontevea-O Rollo, posteriormente había licitado las obras en mayo de 2025 y en agosto de 2025 ha sido adjudicado las obras y se prevé el inicio de obras sobre finales de otoño de 2025.

## Tramos
| Denominación | Tramo                                         | Kilómetros | Año servicio / Estado (2025)                               |
| ------------ | --------------------------------------------- | ---------- | ---------------------------------------------------------- |
| AG-59        | AP-53 VG-1.6 AC-537 Barcia - AC-841 Ramallosa | 6,5        | 2008                                                       |
|              | AC-841 Ramallosa - AC-241 Pontevea            | 3,5        | En obras (apertura retrasada a finales de 2025)            |
|              | AC-241 Pontevea - PO-841 O Rollo              | 4          | Obras adjudicadas (pendiente inicio de obras)              |
|              | PO-841 O Rollo - EP-7004 Matalobos            | 4          | Proyecto caducado (pendiente actualización nuevo proyecto) |
|              | EP-7004 Matalobos - N-640 La Estrada          | 2 +/-      | Pendiente de estudio informativo                           |

## Salidas
| Velocidad | Esquema | Salida | Sentido La Estrada (N-640) | Carriles | Sentido Barcia (AP-53 y VG-1.6) | Carretera           | Notas |
| --------- | ------- | ------ | --- | -------- | --- | ------------------- | ----- |
|           |         |        | Comienzo de la Autovía Santiago de Compostela-La Estrada AG-59 Procede de: AP-53 VG-1.6 AC-537 Barcia                                         |          | Fin de la Autovía Santiago de Compostela-La Estrada AG-59 Incorporación final: AP-53 VG-1.6 AC-537 Dirección final: AC-537 Os Tilos AP-53 Santiago de Compostela AP-9 La Coruña Pontevedra VG-1.6 N-525 Santiago de Compostela Orense AP-53 Silleda Lalín Orense | AP-53 VG-1.6 AC-537 |       |
|           |         | 1      | AG-58 Cacheiras |          | AG-58 Cacheiras | AG-58               |       |
|           |         |        | A Torre 200 metros |          | A Torre 200 metros |                     |       |
|           |         |        | Túnel de Castres 280 metros |          | Túnel de Castres 280 metros |                     |       |
|           |         | 4      | DP-8201 Os Verxeles Oza |          | DP-8201 Os Verxeles Oza | DP-8201             |       |
|           |         |        | viaducto de Tella 180 metros |          | viaducto de Tella 180 metros |                     |       |
|           |         | 6      | AC-841 Santiago de Compostela La Estrada |          | | AC-841              |       |
|           |         |        | Fin de la Autovía Santiago de Compostela-La Estrada AG-59 Dirección final: AC-841 Pontevea La Estrada AC-841 Ramallosa Santiago de Compostela |          | Inicio de la Autovía Santiago de Compostela-La Estrada AG-59 Procede de: AC-841 Ramallosa | AC-841              |       |
|           |         |        | En obras Tramo: Ramallosa-Pontevea |          | En obras Tramo: Ramallosa-Pontevea |                     |       |